# Ptychopyxis triradiata
Ptychopyxis triradiata är en törelväxtart som beskrevs av Airy Shaw. Ptychopyxis triradiata ingår i släktet Ptychopyxis och familjen törelväxter. IUCN kategoriserar arten globalt som sårbar. Inga underarter finns listade i Catalogue of Life.